# Каторгин, Борис Иванович
Борис Иванович Ка́торгин (род. 13 октября 1934, Солнечногорск, Московская область) — учёный и конструктор в области энергетики, академик Российской академии наук, доктор технических наук, Заслуженный деятель науки Российской Федерации (2001), мастер спорта СССР по борьбе самбо. Лауреат международной энергетической премии «Глобальная энергия» 2012 года.
При непосредственном участии Б. И. Каторгина в СССР была заложена основа создания высокоэффективных жидкостно-реактивных двигателей (ЖРД). Ярким представителем этого семейства двигателей является РД-253 для ракеты-носителя («Протон»). При участии Б. И. Каторгина впервые в мире была разработана предельно замкнутая схема мощного ЖРД, включающая газификацию в газогенераторах обоих компонентов топлива. Одно из важнейших изобретений Б. И. Каторгина — антипульсационные перегородки из специальных форсунок для камер сгорания ЖРД — внесло ключевой вклад в решение проблемы обеспечения устойчивого горения компонентов топлива при высоких давлениях. Это изобретение внедрено в двигателях НПО «Энергомаш» РД-107, РД-108, РД-120, РД-170, РД-171, РД-180, РД-191, для ракет-носителей «Союз», «Зенит», «Энергия», «Атлас», «Ангара». Большим достижением отечественного ЖРД-строения является разработка под руководством Б. И. Каторгина новейшего двигателя РД-180. Этот двигатель победил на конкурсе (в США) среди ЖР-двигателей для модернизации ракеты-носителя «Атлас».
Автор свыше 330 научных трудов, из них 180 изобретений.

## Биография
- В 1958 году — окончил Московский государственный технический университет имени Н. Э. Баумана и поступил на работу в НПО «Энергомаш» им. академика В. П. Глушко.
- В 1967 году — защитил кандидатскую диссертацию в МГТУ им. Н. Э. Баумана.
- В 1972 году — заместитель начальника отдела перспективных разработок НПО «Энергомаш».
- В 1983 году — защитил докторскую диссертацию в НПО «Астрофизика».
- С 1985 по 1990 год — заместитель главного конструктора НПО «Энергомаш» по специальным генераторам.
- C 1989 по 1991 год —  народный депутат СССР от Химкинского территориального избирательного округа № 44 Московской области, а затем член  Комитета Верховного Совета СССР по законодательству[3].
- С 1990 по 1991 год — заместитель главного конструктора НПО Энергомаш по научной работе.
- В 1991 году — генеральный директор и генеральный конструктор НПО «Энергомаш».
- В 2000 году — избран членом-корреспондентом РАН, секция «Энергетика».
- В 2003 году — избран действительным членом (академиком) РАН, секция «Энергетика».
- В 2005 году — генеральный конструктор НПО «Энергомаш».
- В 2009 году — руководитель Научно-образовательного центра «Энергофизические системы» МАИ.

## Награды
- Орден «За заслуги перед Отечеством» III степени (24 декабря 1996 года) — за заслуги перед государством, большой вклад в становление и развитие отечественной ракетно-космической промышленности, укрепление экономического сотрудничества с зарубежными странами[4]
- Орден князя Ярослава Мудрого V степени (11 мая 2004 года, Украина) — за значительный личный вклад в выполнение межгосударственных космических программ Украины и России и по случаю 75-летия со дня основания предприятия[5]
- Орден «Знак Почёта»
- Заслуженный деятель науки Российской Федерации (7 апреля 2001 года) — за большой вклад в создание ракетно-космической техники, укрепление дружбы и сотрудничества между народами и многолетний добросовестный труд[6]
- Благодарность Президента Российской Федерации (24 марта 2005 года) — за большой вклад в развитие ракетно-космической техники и многолетний добросовестный труд[7]
- Почётная грамота Правительства Российской Федерации (12 августа 2004 года) — за большой личный вклад в развитие ракетно-космической техники и укрепление обороноспособности страны[8]
- Государственная премия РФ в области науки и техники (в составе группы, за 2002 год)[9] — за работу «Исследование, разработка и внедрение на мировой рынок мощного маршевого жидкостного ракетного двигателя РД-180»
- Премия Правительства РФ в области науки и техники (в составе группы, за 2012 год)[10] — за разработку инновационных водородных и сверхпроводниковых технологий для энергетики
- Премия имени Ф. А. Цандера РАН (2011) — за цикл работ в области ракетно-космической техники
- Премия Глобальная энергия (2012)
- Премия Правительства Российской Федерации имени Ю. А. Гагарина в области космической деятельности (в составе группы, за 2016 год) — за организацию разработки и создания ракетно-космической техники, использования результатов космической деятельности на базе системы космических средств двойного назначения
- Почётный гражданин Московской области (2004)
- Почётный гражданин города Химки Московской области